# Rocchetta Palafea
Rocchetta Palafea (Rochëtta Palafèja en piemontès) és un municipi situat al territori de la província d'Asti, a la regió del Piemont (Itàlia).
Limita amb els municipis de Bistagno, Calamandrana, Cassinasco, Castel Boglione, Montabone i Sessame.
Pertanyen al municipi les frazioni de Cornigliano, Fleisa, Marenco, Palareta, Paniola, Regione Asinaria, Tesole, Traversa, Valdoche, Valle i Portella.

## Galeria fotogràfica

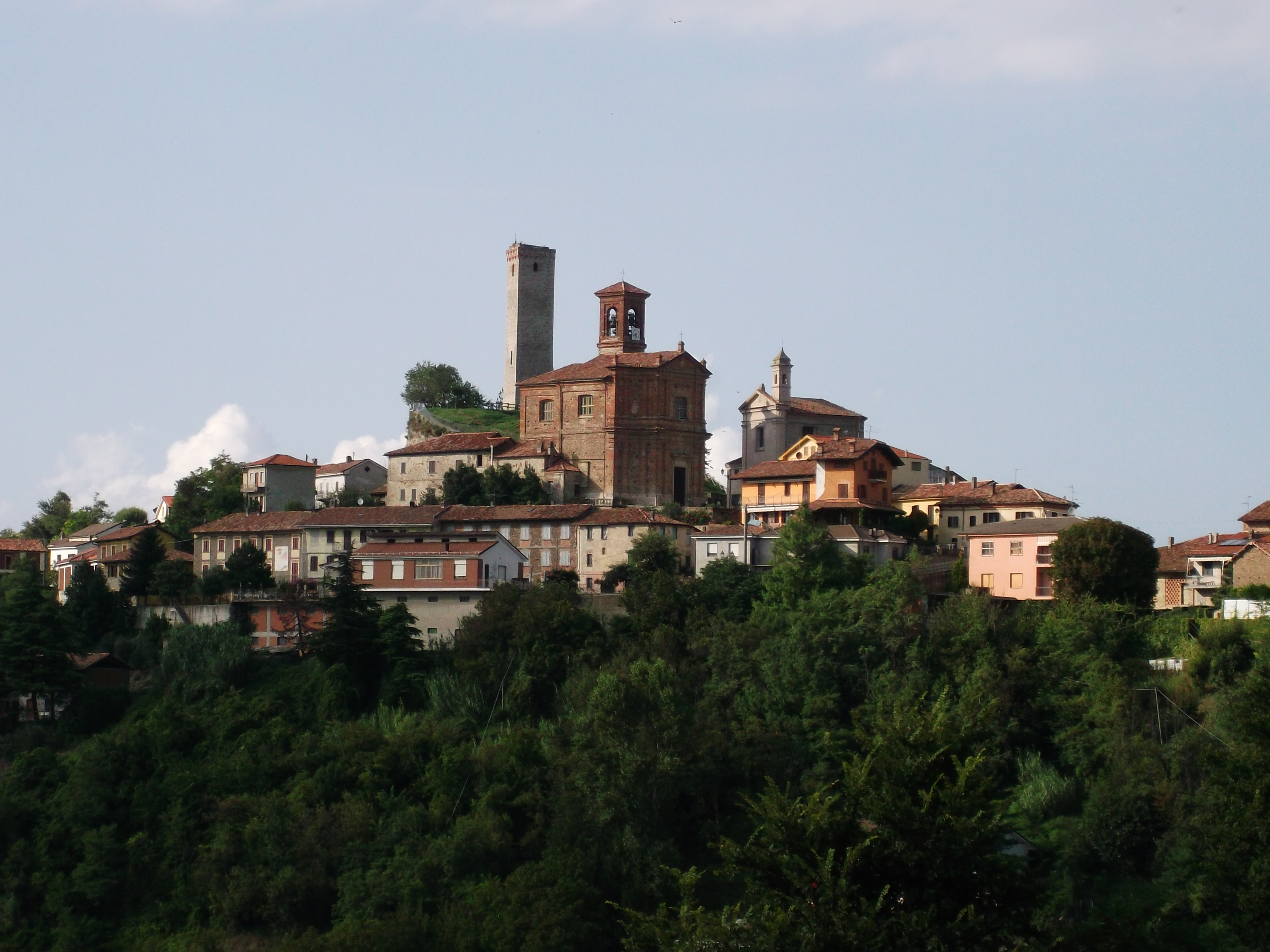
Vista del poble